# مفارقة القيمة

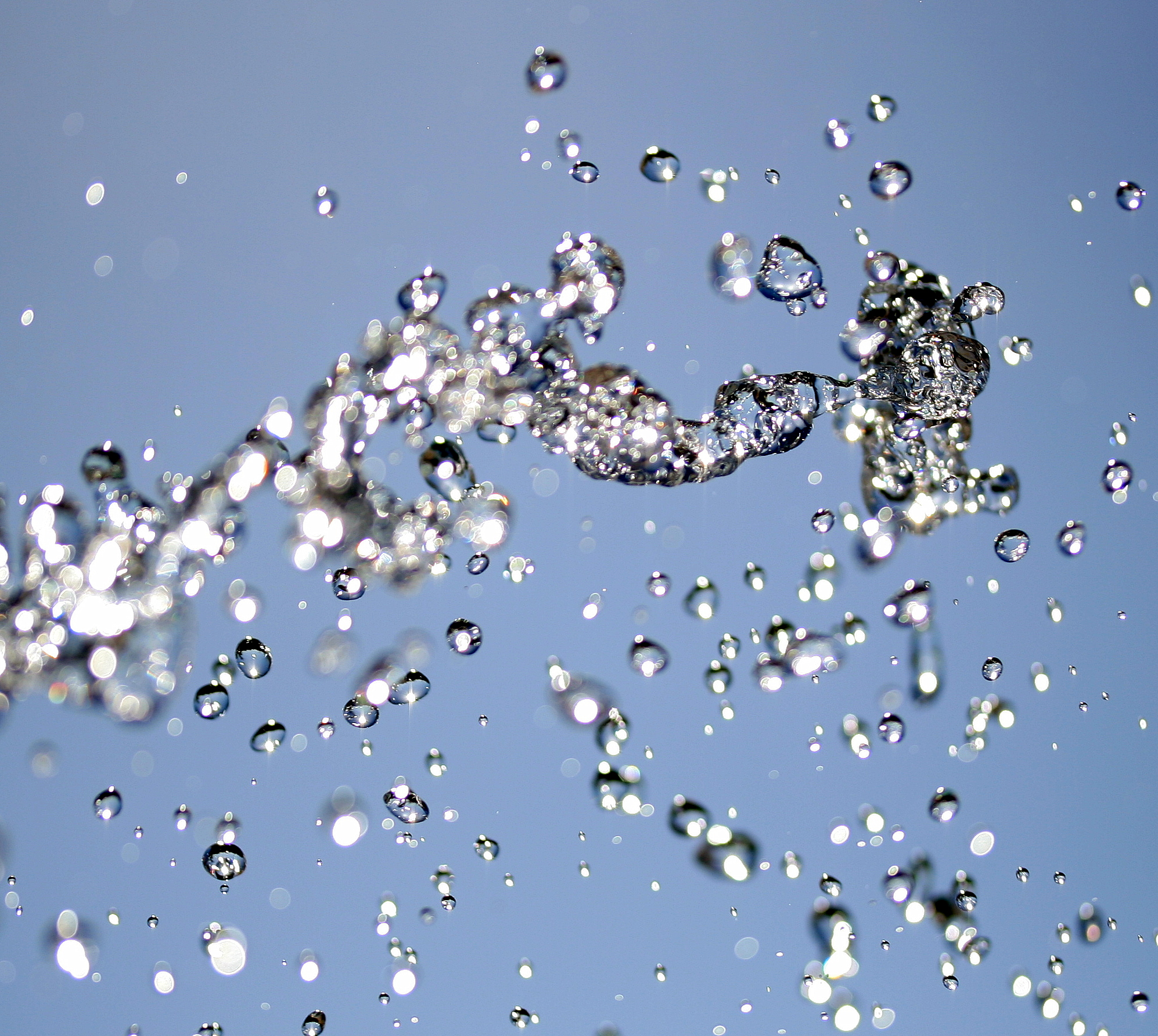
صورة للمياه وهي سلعة أساسية للحياة يعد تناقضًا واضحًا بأنها أرخص من الألماس.

مفارقة القيمة (وتعرف أيضًا باسم مفارقة الماس والماء) هو تناقض واضح بأن المياه مفيدة بشكل عام ومرتبط بالبقاء على قيد الحياة فيما أن الماس يحصل على سعر أعلى في السوق.

## وصلات خارجية
- أبعد من الاقتصاد وأقرب إلى الحياة: مفارقة الماس والماء
- مفارقة تحيّر العقول .. هل الماس أكثر قيمة من الماء ؟!